# Peru (Massachusetts)
Peru és una població dels Estats Units a l'estat de Massachusetts. Segons el cens del 2000 tenia 821 habitants.

## Demografia
Segons el cens del 2000, Peru tenia 821 habitants, 295 habitatges, i 228 famílies. La densitat de població era de 12,2 habitants/km².
Dels 295 habitatges en un 38% hi vivien nens de menys de 18 anys, en un 64,7% hi vivien parelles casades, en un 7,5% dones solteres, i en un 22,7% no eren unitats familiars. En el 16,3% dels habitatges hi vivien persones soles el 5,1% de les quals corresponia a persones de 65 anys o més que vivien soles. El nombre mitjà de persones vivint en cada habitatge era de 2,78 i el nombre mitjà de persones que vivien en cada família era de 3,14.
Per edats la població es repartia de la següent manera: un 27,8% tenia menys de 18 anys, un 6% entre 18 i 24, un 31,1% entre 25 i 44, un 27,4% de 45 a 60 i un 7,8% 65 anys o més.
L'edat mediana era de 37 anys. Per cada 100 dones de 18 o més anys hi havia 113,3 homes.
La renda mediana per habitatge era de 44.531 $ i la renda mediana per família de 51.071$. Els homes tenien una renda mediana de 35.469 $ mentre que les dones 30.625$. La renda per capita de la població era de 18.636$. Entorn del 4,1% de les famílies i el 4,9% de la població estaven per davall del llindar de pobresa.